# Ralph D. Mutchler
Ralph Daniel Mutchler (Northwood, North Dakota, 20 november 1929 – ?, 17 november 1989) was een Amerikaans componist, muziekpedagoog en klarinettist.

## Levensloop
Mutchler begon in zijn jeugd met piano- en saxofoonles. Ook zijn oudere broer Jim had trompet leren spelen en richtte later een dansorkestje op. In dit ensemble speelde hij altsaxofoon, en toen zijn oudere broer in 1943 zijn militaire dienstplicht tijdens de Tweede Wereldoorlog moest vervullen, werd hij de leider van dit ensemble. Met zijn eigen Ralph Mutchler Orchestra speelde hij na die oorlog meestal in de State's Ballroom in East Grand Forks.
Omdat zijn ouders een boerderij hadden, studeerde hij aan de School of Agriculture aan het North Dakota State College in Fargo en behaalde zijn Bachelor of Science aan dit instituut. Vanzelfsprekend had hij zijn eigen band en studeerde ook in muziekklassen aan het college, onder andere muziektheorie bij Robert Dietz. Deze laatste ontdekte het muzikaal talent van Mutchler in 1950, maar hij zou Ralph na het afstuderen 10 jaar niet meer zien.
Ook hij moest zich uiteindelijk bij het Amerikaanse leger vervoegen, en kreeg zijn militaire basisopleiding in Missouri. Omdat hij niet in de Koreaanse Oorlog wilde, kwerd hij lid van de Sixth Armored Division Band in Fort Leonard Wood, alwaar hij al snel tweede dirigent en leider van het dansorkest werd. Dit opende eveneens de deur voor een muziekstudie van zes maanden aan de U.S. Naval School of Music in Washington D.C. De door hem daar vervaardigde arrangementen van I've Got You Under My Skin en Ala Mode werden niet veel later bij Columbia Records op grammofoonplaat opgenomen.
Vervolgens ging hij terug naar North Dakota en werkte aldaar mee in de boerderij van zijn ouders. In 1956 huwde hij met een weduwe, Marilyn genaamd. Kort nadat hij gehuwd was, werd hij door Stan Kenton uitgenodigd met hem te reizen en voor hem en zijn band te arrangeren. Toen hij het jonge familiegeluk zag, besliste hij bij zijn familie en in de boerderij te blijven. Alhoewel hij zeer hard kon werken, merkte hij al spoedig dat het leven en werken in een agronomisch bedrijf niet de vervulling van zijn levensdroom was. De familie vertrok naar Chicago, waar Marilyn onderwijs studeerde en Ralph muziek aan de Northwestern-universiteit in Evanston bij John P. Paynter, professor muziektheorie en dirigent van de harmonieorkesten van de universiteit. Vanzelfsprekend arrangeerde Mutchler voor het harmonieorkest en de Marching Band. In 1959 behaalde hij zijn Bachelor of Music en aan het begin van de jaren 60 zijn Master of Education aan datzelfde instituut. Aan het Colorado State College in Greeley (Colorado) voltooide hij zijn studies in 1968 en promoveerde tot Doctor of Education met zijn thesis Students' attitudes towards music curricula in Washington State community colleges (Order no. 72-3285.. Thesis (Ed. D.)--University of Northern Colorado, Division of Music, 1971.).
Nadat hij afgestudeerd was, ging hij op zoek naar werk bij diverse harmonieorkesten en colleges. Zijn vroegere muziekdocent aan het North Dakota State College, Robert Dietz, die intussen aan het Olympic College in Bremerton (Washington) les gaf, zette Mutchler op een kandidatenlijst voor een functie binnen het harmonieorkest van het college. Samen met superintendant Ron Gillespie zorgde Dietz ervoor dat hij in de herfst van 1960 als dirigent van de harmonieorkesten aan het Olympic College in Bremerton werkzaam werd. Hij arrangeerde een groot aantal werken voor alle blaasensembles aan deze instelling. Hij was een enthousiast arrangeur en dirigent bij de aan het college verbonden jazzensembles. Later werd hij er directeur van de blazersafdeling. Hij was eveneens docent tijdens de Stan Kenton Jazz Camps en organiseerde van 1960 tot 1975 ieder jaar de Olympic College Jazz Festivals.
In 1967 publiceerde Mutchler een boek met de titel: A Guide to the Arranging and Scoring for the Marching or Pep Band (R. Mutchler Publications in Seattle, Washington, 1967, 75 p.).

## Composities

### Werken voor harmonieorkest
- 1960 Concerto grosso, voor jazz-combo en harmonieorkest
- An American Suite

### Werken voor jazz-ensemble
- 1964 "Cookin'"